# Terra Titanic
Terra Titanic ist ein Lied des deutschen Musikers Peter Schilling aus dem Jahr 1984, das der Neuen Deutschen Welle zugerechnet wird. Die Musik schrieb Schilling selbst, der Text stammt von Ulf Krüger.
Im Lied wird mittels einer Allegorie zum Untergang der Titanic ein Weltuntergangsszenario beschrieben.

## Veröffentlichung und Rezeption
Terra Titanic wurde im Mai 1984 als Vorabsingle von Schillings zweitem Studioalbum 120 Grad veröffentlicht. Als B-Seite von Single und Maxi wurde 10.000 Punkte ausgewählt. In den deutschen Singlecharts erreichte der Titel Platz 26 und war 18 Wochen platziert. Einen Wiedereintritt erlebte das Lied in die deutschen Single-Charts im Jahre 2003. In den belgischen Charts (Flandern) war Terra Titanic eine Woche lang vertreten und erreichte Platz 38. Schilling trat mit dem Song zweimal in der ZDF-Hitparade auf; am 30. Juni 1984 wurde er per TED-Abstimmung auf den dritten Platz gewählt. Am 21. Juli durfte er den Titel daher erneut spielen. Am 17. Januar 1985 folgte zudem ein Auftritt in der Sondersendung Die Superhitparade – Hits des Jahres ’84.
Bei Ariola findet sich Terra Titanic auf den Kompilationen Die Superhitparade im ZDF [1984] und Hit-Sommernacht.
Die Band Samsas Traum produzierte eine Coverversion des Songs, die am 13. März 2009 erschien und als Bonustrack auf dem Album Utopia enthalten ist. Weitere Cover gibt es von De Lancaster 2013 sowie von Stereoact feat. Jaques Raupé aus dem Jahre 2017. Die Stereoact-Version wurde 2018 von Anstandslos & Durchgeknallt remixt.

## Trivia
Der Song beginnt damit, dass Radar und Echolot das Unglück hatten kommen sehen, tatsächlich wurden diese aber erst später, nicht zuletzt auch gerade wegen des Untergangs der Titanic entwickelt.